# Untraditional
Untraditional è una serie televisiva italiana ideata da Fabio Volo e prodotta dalla Backery Production in collaborazione con ZeroStories di ITV Movie. L'episodio pilota è andato in onda il 3 novembre 2016 sul canale Nove, mentre la seconda stagione viene trasmessa dal 25 settembre 2018, su Comedy Central.

## Trama
La serie tv è ambientata tra New York e Milano, e l'apertura della sitcom alla prima puntata è ispirata ampiamente al famoso monologo di Woody Allen nel film Manhattan (1979).
I 9 episodi della serie raccontano la storia di un uomo (lo stesso Fabio Volo) e le difficoltà che incontra nel tentativo di realizzare il proprio sogno, quello di produrre una serie televisiva ambientata a New York.

## Episodi
| Stagione         | Episodi | Prima TV |
| ---------------- | ------- | -------- |
| Prima stagione   | 9       | 2016     |
| Seconda stagione | 16      | 2018     |

## Personaggi e interpreti

### Principali
- Fabio Volo, interpretato da Fabio Volo (se stesso), scrittore e conduttore radiofonico che vorrebbe produrre una nuova serie televisiva.
- Johanna, interpretata da Jóhanna Maggy Hauksdóttir (se stessa), moglie di Fabio e madre del figlio Mattia.
- Raimondo Gariboldi, interpretato da Marco Mazzi, nel ruolo del manager di Volo.
- Paola, interpretata da Paola Iezzi, nel ruolo di una ex ragazza stalker di Volo.

### Ospiti
Ospiti delle nove puntate della prima stagione:
- Roberto Saviano
- Quentin Tarantino
- Vasco Rossi
- Pif
- Lilli Gruber
- Silvio Orlando
- Maria De Filippi
- Emma Marrone
- Marco D'Amore
- Massimo Boldi
- Francesco Mandelli
- Valentina Lodovini
- Carlo Freccero
- Tony Dallara
- Gianluca Vialli
- Max Pezzali
- Luca Bizzarri
- Paolo Kessisoglu
- Adriano Galliani
- Alfonso Signorini
- Cristina Parodi
- Benedetta Parodi
- Fabio Caressa
- Rudi Zerbi
- Giuliano Sangiorgi
- Roberto Vecchioni
- Nek
- Silvio Muccino
- Martina Colombari
- Saturnino
- Matilde Gioli
- Stefania Rocca
- Selvaggia Lucarelli
- Max Giusti
- Francesco Renga
- Fabio Fazio
- Joe Bastianich

Ospiti della seconda stagione: 
- Fabio Rovazzi
- Giuliano Sangiorgi
- Federico Russo
- Malena
- Erika Blanc
- Franco Trentalance
- Orietta Berti
- Daniel McVicar
- Nek
- Zucchero Fornaciari
- Enzo Iacchetti

## Produzione
La serie tv nasce da un'idea di Fabio Volo nel 2014, come webserie di 10 episodi da 10 minuti. Durante la stesura della sceneggiatura Volo inizia una collaborazione con Discovery, che gli offre spazio sul nuovo canale Nove. La produzione della serie, secondo Volo, è stata caratterizzata dal "[...] lusso di fare una cosa come volevo, con i tempi che volevo", visto che "le aziende creative sono in mano ai manager per cui conta non andare mai in perdita, c'è un muro di gomma anche nella tv e non si inventano più programmi innovativi, e così laureati in economia vengono a spiegarti cosa fa ridere".
Nella serie, Volo interpreta se stesso, nell'intento di realizzare un sogno, girare una serie televisiva ambientata a New York, attraversando una serie di vicissitudini e incontrando numerosi personaggi della sua vita e varie personalità. Si tratta della storia di "un uomo normale che ha un sogno, e che si scontra con un paese in cui, se hai un sogno, sei immediatamente ricattabile e dove non ti viene mai detto, subito, che lo puoi fare. Oppure ti dicono di sì, ma te lo cambiano in corsa o ti fanno fare altre cose prima e alla fine, il tuo sogno, non si avvera mai".
La serie televisiva è ambientata principalmente a Milano. Alcune scene sono state riprese a New York e a Brescia.